# Mariana Sîrbu
Mariana Sîrbu   (Iași, 1948 ↔ 1949 - 1 d'agost de 2023) va ser una violinista romanesa. Concertista reconeguda, fou professora de violí al conservatori Hochschule für Musik und Theater “Felix Mendelssohn Bartholdy” de Leipzig.
Eix d'una família de músics i els pares van guiar els seus primers passos. Estudià amb Ştefan Gheorghiu a la Universitat National de Música de Bucarest.
De 1992 a 2003, va ser concertina (primer violí) de l'orquestra de cambra I Musici, i va ser directora convidada de l'orquestra de cambra Irish Chamber Orchestra. El 1994 va cofundar el Quartetto Stradivari. Tocava el stradivari «Conte de Fontana», que va pertànyer a David Oistrakh (1908-1974).

## Discografia seleccionada
- 6 Concertos per violí d'Antonio Vivaldi amb I Musici (1995)
- 3 Sonates per violí de George Enescu
- El violí de David Oistrakh. De Mozart a Enescu (2004)[7]

## Reconeixement
- Premi Frumento d'oro (2018)[1]